# Аранседо, Хосе Мария
Хосе Мария Аранседо (исп. José María Arancedo; 26 октября 1940 год, Буэнос-Айрес, Аргентина) — аргентинский прелат. Титулярный епископ Салемселы и вспомогательный епископ епархии Ломас-де-Саморы с 4 марта 1988 по 19 ноября 1991. Еепископ Мар-дель-Платы с 19 ноября 1991 по 13 февраля 2003. Архиепископ Санта-Фе-де-ла-Вера-Крус с 13 февраля 2003 по 17 апреля 2018.

## Биография
Родился 26 октября 1940 года в Буэнос-Айресе, Аргентина. 16 декабря 1967 года был рукоположён в священники.
4 марта 1988 года Папа Римский Иоанн Павел II назначил его вспомогательным епископом епархии Ломас-де-Саморы и титулярным епископом Селемселы. 6 мая 1988 года в соборе Пресвятой Девы Марии Мира в Ломас-де-Саморе состоялось его рукоположение в епископы, которое совершил епископ Ломас-де-Саморы Десидерио Эльсо Кольино в сослужении с епископом Рафаэлы Эктором Гавино Ромеро и епископом Гойи Луисом Теодорико Штёклером.
19 ноября 1991 года Римский папа Иоанн Павел II назначил Хосе Марию Аранседо епископом Мар-дель-Платы и 13 февраля 2003 года — архиепископом Санта-Фе-де-ла-Вера-Крус.
С 2011 года — президент Конференции католических епископов Аргентины.